# 栗山莉緒
栗山 莉緒（くりやま りお、1998年8月2日 - ）は、日本のAV女優。マインズ所属。

## 略歴
2020年10月13日、アイデアポケット専属女優としてAVデビュー。
2021年8月4日、YouTubeチャンネル「くりちゃん」を開設。
2021年11月21日、アイデアポケット専属を卒業し、マドンナへの専属移籍を発表 。
2022年12月2日、自身のYouTubeチャンネル名を「くりチューブ」に変更した。
2023年5月6日に埼玉県・しらこばと水上公園で行われたプール撮影会「#フレッシュフェス2023撮影会」に大槻ひびき、小倉由菜、乙アリス、うんぱい、宍戸里帆、福田もも、和久井美兎、桜空ももと共に撮影モデルとして参加。
2023年6月18日、埼玉県・大門上池調節池広場で行われたカスタムカーイベント「NS ROUNDER Vol.14 SAITAMA」にクイーンカジノガールとしてうんぱい、夏川ゆず、宍戸里帆、天野花乃、紫月ゆかりらと出演した。
2024年12月14日、東京・渋谷 東京カルチャーカルチャーで行われた猥談噺イベント「春爛漫 -HARURANMAN‐ II」に桃園怜奈、八木奈々と共に出演。当日は三人とも花魁風の衣裳で登場し、作家が書き下ろした新作の猥談落語を披露した。
2025年2月8日・9日に台湾で開催された「TOP女神台北感謝祭」に招待されイベントに参加。
2025年2月17日週FANZA通販フロアランキングにて出演作『マドンナALL専属バスツアー2025 ハーレムを掴み取った男たちが極上の美女を独占!! 酒池肉林のお祭りはまだまだ続く!! 夢の大共演 & 大乱交FESTIVAL!! 後編』が初登場8位を獲得。
2025年5月6日、マドンナ専属を卒業し、6月3日発売作品よりアタッカーズ専属となることを自身のX(旧Twitter)にて発表する。

## 人物
- デビュー前は美容系サロンで働いていたが、その頃からAV女優という職業に憧れを持っていた[12]。またデビュー前から三上悠亜の大ファンで、素人時代はイベントにも足を運んでいた[13]。

- 幼少時から「かわいいもの」が大好きで、「かわいいが正義!」という考えを持っていた。そのため、自身のことも「かわいい」と周りから言われたいと思っており、ポジティブな感情はオーバーに、ネガティブな感情はやや共感を誘うような表現をしていた。栗山は当時を振り返り、「ぶりっ子街道まっしぐらでした」と語っている[14]。

- 無趣味のミーハーを自称しており、音楽はヒットチャート上位を順に聞き、巷の流行には基本的に乗る[15]。

- 2022年のインタビューでは「Wikipediaに「無趣味のミーハー」って書かれてたのを見て、その抵抗心から「趣味を作ろう！」って思った」と答えている[12]。

- 栗山は本人、ファン、メーカー「Madonna(AVメーカー)の先輩白石茉莉奈とは展覧会を一緒に鑑賞に連れ出し自他共に認めるほどの「名探偵コナン」好きである。[16]。またコナン好きが興じて小学8年生(小学館刊)を購入•愛読しグッズ収集している[17]。

- よく嗜む飲み物にソフトドリンクではコーラで特にコカコーラ社と自身のツイキャスやInstagramでも公言しているほどの大のコーラ好きである。
- 週刊プレイボーイ誌上ではドラマ作品に定評があるとレビューされた[3]。

## 作品

### アダルトDVD / BD
| 発売日   | タイトル                                                                                          | 規格品番 | 規格品番 | メーカー         | 備考 |
| 発売日   | タイトル                                                                                          | DVD      | BD       | メーカー         | 備考 |
| -------- | ------------------------------------------------------------------------------------------------- | -------- | -------- | ---------------- | ---- |
| 10月13日 | FIRST IMPRESSION 144 148cmなのにスタイル抜群Eカップ! 思わずギュッとしたくなるあざと可愛いお姉さん | IPX-544  | 9IPX-544 | アイデアポケット |      |
| 11月13日 | 「Sの私とMの私、どっちが好き…?」 あざと可愛い細身Eカップ美女栗山莉緒 6つの初挑戦 220分4本番       | IPX-559  |          | アイデアポケット |      |
| 12月12日 | 巨乳全開で猛アピールしてくる 僕の彼女のあざと可愛いお姉さん                                       | IPX-575  |          | アイデアポケット |      |

| 発売日   | タイトル | 規格品番 | 規格品番 | メーカー         | 備考 |
| 発売日   | タイトル | DVD      | BD       | メーカー         | 備考 |
| -------- | --- | -------- | -------- | ---------------- | ---- |
| 1月9日   | 絶頂102回! 大痙攣98回! 潮吹き8600cc! エロス極限突破トランス絶頂FUCK                                            | IPX-592  |          | アイデアポケット |      |
| 2月12日  | 出張先相部屋NTR 絶倫の上司に一晩中 何度もイカされ続けたあざと可愛い女子社員                                    | IPX-608  |          | アイデアポケット |      |
| 3月13日  | 笑顔でチ〇ポをしゃぶりまくる あざと可愛い莉緒先生のもの凄いフェラチオ                                          | IPX-623  | 9IPX623  | アイデアポケット |      |
| 4月9日   | 変態上司にザーメンマーキングされた栗山莉緒 死ぬほど気持ち悪い上司のデカチンに 何度もイカされる屈辱レ×プ        | IPX-637  |          | アイデアポケット |      |
| 5月7日   | 汗… 潮… 涎… 全身の体液カラカラになるまで 何度イッてもイカせ続ける追撃ピストン                                  | IPX-654  |          | アイデアポケット |      |
| 6月11日  | 死ぬほど大嫌いな上司と出張先の温泉旅館で まさかの相部屋に… 醜い絶倫おやじに何度も何度も イカされてしまった私。 | IPX-670  |          | アイデアポケット |      |
| 7月9日   | 微笑みお姉さんが優しい口調で強制ザーメン強奪 エロギャップ痴女エステ                                            | IPX-685  |          | アイデアポケット |      |
| 8月6日   | 【完絶】-KANZETSU- ポルチオ開発! 性器激震 超絶オーガズムFUCK限界突破!! 大潮大噴射!!                            | IPX-702  |          | アイデアポケット |      |
| 9月10日  | 卑猥ってレベルじゃねぇ! デート中に僕の乳首を責め チ●ポをせがんで来るド痴女彼女                                 | IPX-720  |          | アイデアポケット |      |
| 10月8日  | ささやき淫語とねっとり騎乗位で射精を誘う 小悪魔女教師莉緒先生のわいせつ個人授業                                | IPX-738  |          | アイデアポケット |      |
| 12月28日 | 電撃移籍 Madonna専属 栗山莉緒 大人の色気溢れる唾液だらだら激情接吻3本番                                        | JUL-801  | 9JUL-801 | マドンナ         |      |

| 発売日   | タイトル | 規格品番 | 規格品番 | メーカー | 備考       |
| 発売日   | タイトル | DVD      | BD       | メーカー | 備考       |
| -------- | --- | -------- | -------- | -------- | ---------- |
| 1月25日  | 電撃移籍第2弾!! 待望の『中出し』解禁!! 夫と子作りSEXをした後はいつも義父に中出しされ続けています…。                                | JUL-839  | 9JUL-839 | マドンナ |            |
| 2月22日  | 町内キャンプNTR テントの中で何度も中出しされた妻の【閲覧注意】寝取られ映像                                                         | JUL-868  | 9JUL-868 | マドンナ |            |
| 3月22日  | 学生時代のセクハラ教師とデリヘルで偶然の再会―。 その日から言いなり性処理ペットにさせられて…。 栗山莉緒                             | JUL-904  |          | マドンナ |            |
| 4月26日  | 大人気!!「義父」シリーズを栗山莉緒で 卑猥に、艶やかに、再実写化!! 原作:中華なると 義父 ～百合子～                                  | URE-079  | 9URE-079 | マドンナ |            |
| 5月24日  | 地元へ帰省した三日間、 人妻になっていた憧れの同級生と時を忘れて愛し合った記録―。                                                   | JUL-966  |          | マドンナ |            |
| 6月28日  | 「お前の奥さんに恋人のフリをして欲しいんだ…。」 親友に懇願されて最愛の妻を貸し出した僕の最悪な結末…。 栗山莉緒                     | JUL-997  |          | マドンナ |            |
| 7月26日  | 隣家の地味奥さんに欲情した童貞の僕が立場逆転 汗だく逆種付けプレスで躾けられてしまった時の話です。 栗山莉緒                         | JUQ-034  |          | マドンナ |            |
| 8月23日  | 夫には口が裂けても言えません、お義父さんに孕ませられたなんて…。 ー1泊2日の温泉旅行で、何度も何度も中出しされてしまった私。ー       | JUQ-068  |          | マドンナ |            |
| 9月27日  | 超悪質クレーム対応課に勤める美尻OL―。 何度謝罪しても… 何度絶頂しても… 絶対に許してくれない、 土下座中出しバックピストン!! 栗山莉緒 | JUQ-104  |          | マドンナ |            |
| 10月25日 | 人里離れた温泉宿―。 結婚3周年の記念旅行でチャラ男たちに輪姦されて…。 栗山莉緒                                                      | JUQ-129  |          | マドンナ |            |
| 11月22日 | 美尻と魔性の微笑みで僕を誘惑する人妻パーソナルトレーナー 逆NTR 栗山莉緒                                                            | JUQ-153  |          | マドンナ |            |
| 12月13日 | 栗山莉緒 The First Anniversary 3枚組12時間 ～大人の階段のぼる人気女優、マドンナ専属1周年記念『初』ベスト～                         | JUSD-999 |          | マドンナ | 単体ベスト |

| 発売日   | タイトル | 規格品番 | 規格品番  | メーカー | 備考 |
| 発売日   | タイトル | DVD      | BD        | メーカー | 備考 |
| -------- | --- | -------- | --------- | -------- | ---- |
| 3月28日  | 夫不在の5日間、初夜まで禁欲を命じられた私は 性豪義父に身も心も調教されてしまった―。 望まない政略結婚、義父の狙いはワタシでした…。 栗山莉緒                       | JUQ-212  |           | マドンナ |      |
| 4月25日  | 僕が親代わりに育ててきた、 最愛の義妹が最低な友人に寝取られて… 栗山莉緒                                                                                          | JUQ-253  |           | マドンナ |      |
| 5月23日  | 【設定無視で逆ナンパ!?】射精の瞬間におチ〇ポ放置され お漏らしザーメン垂れ流しルーインドオーガズムで 何度も何度も寸止め×暴発中出しで無限射精させられた僕 栗山莉緒 | ACHJ-010 | 9ACHJ-010 | マドンナ |      |
| 6月27日  | 専属・栗山莉緒『輪姦』!! 中出し串刺し性交 寝取らせ夫が妻を他人に輪姦させる!!                                                                                     | JUQ-284  |           | マドンナ |      |
| 7月25日  | 愛を確かめたくて妻と絶倫の後輩を2人きりにして3時間… 抜かずの追撃中出し計16発で妻を奪われた僕のNTR話 栗山莉緒                                                     | JUQ-333  |           | マドンナ |      |
| 8月22日  | 「何でもしますから、許してください…」 万引き妻 ―繰り返された過ちの代償は恥辱の言いなり肉体奉仕― 栗山莉緒                                                         | JUQ-352  |           | マドンナ |      |
| 9月26日  | ハナミズキ 原作 ロシナンテ 前日譚「うらぎりベッドルーム」 第一話「最低の女」を同時収録。 栗山莉緒                                                                | URE-099  | 9URE-099  | マドンナ |      |
| 10月24日 | 浮気した俺を軽蔑した目で咎める妻の妹を 「もう無理」と言うまでイカせ続けた。 栗山莉緒                                                                             | JUQ-415  |           | マドンナ |      |
| 11月28日 | 永遠に終わらない、中出し輪姦の日々。 栗山莉緒 | JUQ-442  |           | マドンナ |      |
| 12月26日 | 甘い囁きに流されるまま、僕は大学を留年するまで、人妻との巣篭もりSEXに溺れて…。 栗山莉緒                                                                          | JUQ-483  |           | マドンナ |      |
| 12月26日 | 世界一豪華な記念作!! マドンナ20周年記念 湯煙舞う中出し無制限史上初ALL専属バスツアー!! 前編 4時間OVER 2枚組!!                                                     | JUQ-510  | 9JUQ-510  | マドンナ |      |

| 発売日   | タイトル | 規格品番 | 規格品番 | メーカー | 備考       |
| 発売日   | タイトル | DVD      | BD       | メーカー | 備考       |
| -------- | --- | -------- | -------- | -------- | ---------- |
| 1月30日  | 浮気相手に夢中な息子の嫁をワシが 制裁中出しレ×プで従順嫁に改心させた。栗山莉緒                                                                                              | JUQ-533  |          | マドンナ |            |
| 1月30日  | 世界一豪華な記念作!! マドンナ20周年記念 感動と絶頂のフィナーレ 湯煙舞う中出し無制限史上初ALL専属バスツアー!! 後編 ～大競”宴”はまだまだ終わらない!! 中出し無制限の大乱交!!～ | JUQ-511  | 9JUQ-511 | マドンナ |            |
| 1月30日  | 栗山莉緒 The2ndBest 3枚組12時間 | JUMS-050 |          | マドンナ | 単体ベスト |
| 2月13日  | 美しき人妻肉便器たち 恥辱の中出しバトル・ロワイヤル ～鬼畜資産家たちが集う狂気と欲望に満ちた賭博宿～ 沖宮那美 栗山莉緒 水川スミレ 竹内有紀                                  | JUQ-556  | 9JUQ-556 | マドンナ |            |
| 3月26日  | 夫の同僚に日夜問わず24時間、 粘着レ×プされ続ける社宅生活―。栗山莉緒 | JUQ-617  |          | マドンナ |            |
| 4月23日  | 近親略奪愛 兄嫁を妊娠させるまで犯し続ける僕の中出し孕ませ交尾 栗山莉緒 | JUQ-647  |          | マドンナ |            |
| 5月28日  | 「なんで、この部屋に妻のハンカチが…?」 僕が清掃員をするホテルで教え子に夢中になる妻を 目の前で目撃した密会ネトラレ話 栗山莉緒                                               | JUQ-674  |          | マドンナ |            |
| 6月25日  | 昔俺の事が好きだった地味な幼馴染が、 色気漂う巨乳人妻に進化していたので、 性欲が尽き果てるまで生ハメしまくった…。 栗山莉緒                                                  | JUQ-752  |          | マドンナ |            |
| 7月23日  | 取引先の傲慢社長に中出しされ続けた出張接待。 専属美女、イイ女のスーツ『美』―。 栗山莉緒                                                                                     | JUQ-807  |          | マドンナ |            |
| 8月27日  | 専属・栗山莉緒『ハード調教』 過去にご主人様と呼んでいた男 | JUQ-810  |          | マドンナ |            |
| 9月24日  | 専属可憐美女、「寝堕ちー。」 気づくといつも眠りに堕ちて… 人妻わいせつ中出し診察ルーム 変態医師の《睡眠姦》ファイル 04 栗山莉緒                                              | JUQ-860  |          | マドンナ |            |
| 10月22日 | 密着セックス ～パート先で中年上司と汗だく不倫関係～ 栗山莉緒 | JUQ-936  |          | マドンナ |            |
| 11月26日 | 夫にも見せた事が無い究極恥部《肛門》を徹底的に鑑賞する―。 恥辱のケツ穴剥き出し孕ませ性交 栗山莉緒                                                                           | JUQ-984  |          | マドンナ |            |
| 12月24日 | 就業日誌NTR 妻の日誌に記された、 大嫌いな上司との残業中出し不貞記録―。 栗山莉緒                                                                                             | JUR-121  |          | マドンナ |            |

| 発売日  | タイトル | 規格品番 | 規格品番 | メーカー     | 備考 |
| 発売日  | タイトル | DVD      | BD       | メーカー     | 備考 |
| ------- | --- | -------- | -------- | ------------ | ---- |
| 1月28日 | 「莉緒ちゃん、大きくなったね…。」 実家に帰るといつも二人の叔父さんに呼び出されて… 。 栗山莉緒                                                    | JUR-170  |          | マドンナ     |      |
| 2月25日 | 置き妻 おきさい ～独身男性宅の玄関前に妻を届けた…～ 栗山莉緒                                                                                     | JUR-190  |          | マドンナ     |      |
| 2月25日 | マドンナALL専属バスツアー2025 極上の美女を1人占めするのは僕だ!! 夢のハーレムを掴み取れ!! 総勢37名の大乱交SPECIAL!! 前編                          | JUR-031  | 9JUR-031 | マドンナ     |      |
| 3月25日 | 媚薬を盛られ発汗発情! 自然と下品ガニ股ジョバジョバお漏らし! ガクガク痙攣敏感ホットヨガ教室 栗山莉緒                                              | DASS-614 |          | ダスッ!      |      |
| 3月25日 | マドンナALL専属バスツアー2025 ハーレムを掴み取った男たちが極上の美女を独占!! 酒池肉林のお祭りはまだまだ続く!! 夢の大共演 & 大乱交FESTIVAL!! 後編 | JUR-032  | 9JUR-032 | マドンナ     |      |
| 4月22日 | 人妻秘書、汗と接吻に満ちた社長室中出し性交 すべての社長が望む愛人秘書の理想郷。 栗山莉緒                                                         | JUR-289  | 9JUR-289 | マドンナ     |      |
| 6月3日  | 「僕、結婚するんだよね」 そうなんだ… じゃあ今夜は君を寝かさないから… 12年ぶりに元カノと朝陽が昇るまで 中出ししまくった結婚前夜の僕。 栗山莉緒    | YUJ-038  |          | アタッカーズ |      |
| 7月1日  | 唾液が混じり合う密室接吻社長室 栗山莉緒 | SAME-187 |          | アタッカーズ |      |
| 8月5日  | 【胸糞注意】串刺しレイプ輪姦 学生時代に私をいじめていた女への復讐計画。 栗山莉緒 美波こづえ                                                      | SAME-192 |          | アタッカーズ |      |

### アダルトVR
| 発売日  | タイトル | 品番     | メーカー         | 備考   |        |
| 2021年  | 2021年 | 2021年   | 2021年           | 2021年 | 2021年 |
| ------- | --- | -------- | ---------------- | ------ | ------ |
| 4月8日  | 凹んだ俺を全力で慰める為に幼馴染と宅飲みすることに… あざと可愛い莉緒の誘惑に失恋を忘れイチャラブSEX                                                                                               | IPVR-106 | アイデアポケット |        |        |
| 7月5日  | 栗山莉緒と下からヤルか上からヤルかー。 天井特化 & 地面特化アングルW収録VR | IPVR-123 | アイデアポケット |        |        |
| 2022年  | |          |                  |        |        |
| 5月20日 | MadonnaVR初!! 栗山莉緒 「お義父さん、絶対に動いちゃダメですからね…」 身動き取れない私は、毎晩息子の嫁にイカされ続けています。                                                                     | JUVR-145 | マドンナ         |        |        |
| 12月9日 | 派遣マッサージ師の僕がひたすらきわどい部分を弄り続け 美人妻・莉緒さんを焦らしまくって快楽堕ちさせるまで。 栗山莉緒                                                                                | JUVR-158 | マドンナ         |        |        |
| 2024年  | |          |                  |        |        |
| 2月23日 | 超高画質8KVR 三者面談で欲求不満の保護者・莉緒さんの愚痴を聞いてたら、 親密な関係になってしまった担任の僕。家庭訪問と称して教え子の目を盗み、 ねっとりベロチュー & 密着交尾で連続中出し!! 栗山莉緒 | JUVR-184 | マドンナ         |        |        |
| 2025年  | |          |                  |        |        |
| 1月10日 | ゼロ距離施術で射精まで誘う人気No.1トレーナー・莉緒さんの 小悪魔密着ストレッチ 超高画質8KVR 圧倒的迫力と没入感ー。 栗山莉緒                                                                        | JUVR-214 | マドンナ         |        |        |

### アダルト配信
| 発売日 | タイトル                                                                   | 品番     | メーカー | 備考   |
| 2022年 | 2022年                                                                     | 2022年   | 2022年   | 2022年 |
| ------ | -------------------------------------------------------------------------- | -------- | -------- | ------ |
| 5月3日 | 配信限定 ハメ撮り MADOOOON!!!! マドンナ専属女優の『リアル』解禁。 栗山莉緒 | MDON-016 | マドンナ |        |

### イメージDVD / BD
| 発売日  | タイトル                 | 規格品番 | 規格品番  | メーカー             | 備考   |
| 発売日  | タイトル                 | DVD      | BD        | メーカー             | 備考   |
| 2021年  | 2021年                   | 2021年   | 2021年    | 2021年               | 2021年 |
| ------- | ------------------------ | -------- | --------- | -------------------- | ------ |
| 3月4日  | Rio あざと可愛いさ七変化 | REBD-540 | REBDB-526 | REbecca              |        |
| 5月26日 | AV女優 栗山莉緒          | SXAR-008 | SXAR-008B | スパークビジョン     |        |
| 12月3日 | Shining Smile 栗山莉緒   | SS-043   | SS-043B   | ファインピクチャーズ |        |
| 2023年  |                          |          |           |                      |        |
| 6月28日 | 君と一緒 栗山莉緒        | PRBY-088 | PRBYB-088 | Precious Beauty      |        |
| 9月28日 | Reality 栗山莉緒         | PRBY-092 | PRBYB-092 | Precious Beauty      |        |
| 2024年  |                          |          |           |                      |        |
| 9月6日  | etoile 栗山莉緒          | SS-115   | SS-115B   | ファインピクチャーズ |        |

### 写真集
- 栗山莉緒1st写真集『KURI-KURI』（2021年8月30日、ジーオーティー、撮影：上野勇） ISBN 978-4-8236-0199-6

### デジタル写真集
- Rio あざと可愛いさ七変化（4月30日、REbecca）
- AV女優 栗山莉緒（6月3日、スパークビジョン）
- ＃Escape 栗山莉緒（7月16日、ジーオーティー、撮影：manimanium）
- マインズ 14ガールズ 14人の極上ヌード（11月1日、小学館、撮影：市川智也）※芸能事務所「マインズ」所属女優によるデジタル写真集[19]。
- Shining Smile デジタル写真集 栗山莉緒（12月28日、ファインピクチャーズ、撮影：SHOOTING STAR）

- ドキッ! 丸ごとヌード 全裸だらけの水泳大会（4月28日、小学館、撮影：LUCKMAN）※複数モデルによるデジタル写真集[20]。
- 栗山莉緒1st写真集『KURI-KURI』【デジタル特装版】（9月23日、ジーオーティー、撮影：上野勇）※紙書籍版を再編集のうえ、未公開カットを20ページ追加した電子書籍限定版。
- 11月19日はいい熟女の日 熟女人妻キャンペーン スペシャルおうちグラビア（10月18日、FANZA BEAUTY COLLECTION）※FANZA『11月19日はいい熟女の日 熟女人妻キャンペーン』キャンペーンガール6名による撮り下ろしデジタル写真集。FANZA限定配信。

- 蜜会 ずっと一緒だよ 栗山莉緒（3月13日、プランドール、撮影：合田好宏）
- 蜜会 チェックアウトはしたくない。栗山莉緒（3月13日、プランドール、撮影：合田好宏）
- PIN-UP GIRLS（8月1日、ジーオーティー、撮影：小野寺廣信）※複数モデルによるデジタル写真集。
- 栗山莉緒 × 桃園怜奈 全裸あばれ太鼓（10月30日、小学館、撮影：カノウリョウマ）[21]

- デジグラ・デラックス 栗山莉緒 001（4月19日、ラビリンス）
- デジグラ・デラックス 栗山莉緒 002（6月21日、ラビリンス）
- デジグラ・デラックス 栗山莉緒 003（8月13日、ピンク倶楽部）
- デジグラ・デラックス 栗山莉緒 004（10月25日、ピンク倶楽部）

### モデル
- PIN-UP GIRLS（2023年2月15日、G-STYLE）

## 製品

### トレーディングカード
- AVC ジューシーハニーコレクションカード PLUS#14（2022年5月14日、ミント）

### カレンダー
- 栗山莉緒 2022年カレンダー（2021年10月23日、SUNCARAT）
- 卓上 栗山莉緒 2022年カレンダー（2021年10月23日、SUNCARAT）
- 栗山莉緒 2023年カレンダー（2022年10月1日、トライエックス）
- 栗山莉緒 2024年カレンダー（2023年11月11日、Saint）
- 栗山莉緒 2025年カレンダー（2024年10月26日、トライエックス）

## 出演

### テレビ
- ビ～チ9（2021年5月、テレビ埼玉） - マンスリーゲスト
- どぶろっくと山岸逢花の ＃やらかしジャッジメント（2021年11月3日 ‐ 24日、刺激ストロングチャンス）[22]
- もう!バカリズムさんの超H! #46（2023年7月31日、フジテレビONE）
- 奈々のトビラ（2023年10月18日、エンタ!959）
- さらばニューヨークのエチュードドッキリ"アヤツリ・スクワッド"（2024年1月4日、テレビ東京）

### ウェブテレビ
- ゴッドタン スピンオフ企画セクシー女優愛確かめ選手権（2022年3月12日、Paravi）[23]
- BAZOOKA!!!（2022年9月17日、ABEMA）[24]
- 鶴瓶&ナイナイのちょっとあぶないお正月（2023年1月2日、ABEMA） - 「元祖英語禁止ボウリング」に出演
- 鶴瓶＆ナイナイのちょっとあぶないお正月2023（2024年1月1日、ABEMA）- バスケ美女（USA）[25]

### ラジオ
- トイズハート放送局（2025年3月22日、ラジオ関西）[26]
- TREND WAVE（2025年4月20日、FM FUJI）

### 映画
- ネトラレ、純愛。（2024年12月3日、オーピー映画、監督：堂ノ本敬太）- チカ 役[27]
  - ダブルネトラレ 〜男2 × 女2の夢と現実〜（2025年5月2日、オーピー映画、監督：堂ノ本敬太）※上記作品のR18+版[28]。

### ウェブドラマ
- 嬢王vs夜王 甘美なる夜の遊戯（2025年7月10日、ネクスタシーEX、シネマファスト、監督：山内大輔）[29]

### 舞台
- 猥談噺「春爛漫‐HARURANMAN‐Ⅱ」（2024年12月14日、東京カルチャーカルチャー）[8]

### イベント
- ＃フレッシュフェス2023撮影会（2023年5月6日、しらこばと水上公園）[5]
- NS ROUNDER Vol.14 SAITAMA（2023年6月18日、埼玉県・大門上池調節池広場）※「クイーンカジノガール」として出演[6][7]

### ゲーム
- 社長と美女たちの二重奏（2024年3月6日[30]、CREAM SOFT）- ロサ 役[31]

### 連載
- 栗山莉緒の狙い撃ち! くりティカルヒットなエブリデイ（2022年10月19日 - 、FANZAニュース）[32]

### 雑誌
- 月刊FANZA 2020年12月号（ジーオーティー）- インタビュー「HATSUMONO!」
- 月刊FANZA 2021年3月号（ジーオーティー）- 表紙
- 月刊FANZA 2021年10月号（ジーオーティー）- グラビア